# John M. Perkins

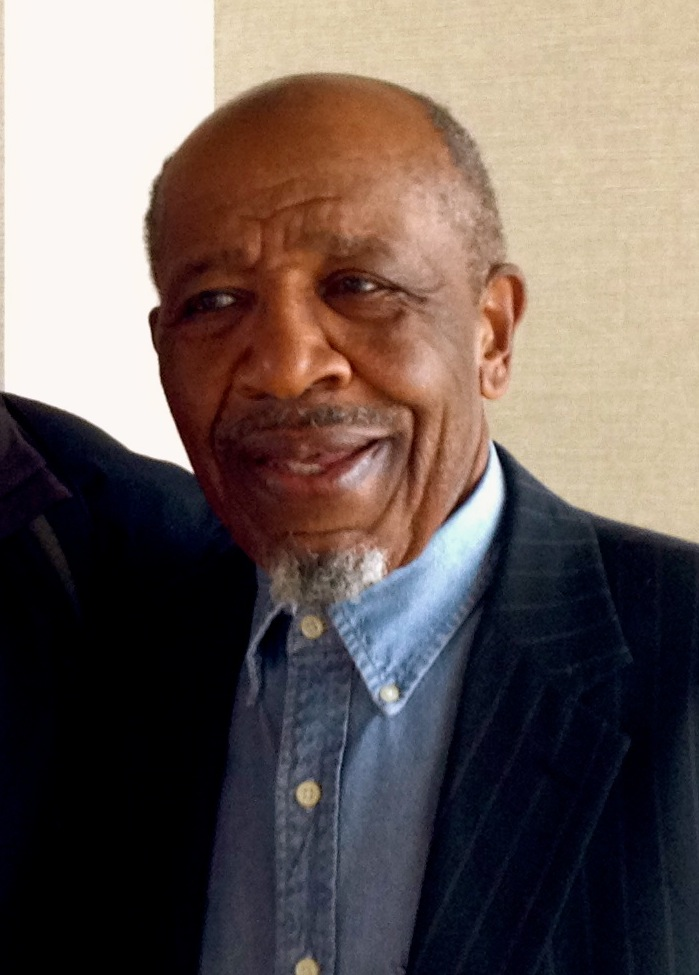
John Perkins en 2012

John M. Perkins (1930, New Hebron, Misisipi) es un pastor cristiano estadounidense, activista de los derechos civiles, escritor, filósofo y capacitador en desarrollo comunitario.

## Primeros años
Debido al hambre y la desnutrición, la madre de John Perkins murió de pelagra cuando él tenía apenas siete meses de edad. [1] [2]  Abandonado por su padre, fue criado por su abuela y familia extensa, todos agricultores aparceros. En 1947 se mudó de Mississippi a instancias de su familia, porque podría estar en peligro después de que su hermano, Clyde, fue muerto por un oficial de la policía Se estableció en el sur de California, donde en 1957 se convirtió al cristianismo después de que su hijo Spencer lo invitó a asistir a la iglesia.

## Ministerio cristiano
En 1960 se mudó con su esposa Vera Mae Perkins y los niños desde California a Mendenhall, Mississippi, localidad vecina su ciudad natal. Allí, en 1964, estableció el Instituto Bíblico Voz del Calvario.
Motivado por el deseo de ayudar a sus vecinos, así como a sus propios hijos, Vera Mae comenzó a dirigir una guardería infantil en su casa, que de 1966 a 1968 se convirtió en parte del Programa Head Start financiado por el gobierno federal. Inicialmente preocupado únicamente por el evangelismo y el estudio bíblico, Perkins tenía una creciente convicción de que el evangelio de Jesucristo atendía las necesidades espirituales y físicas.
En 1965 Perkins apoyó esfuerzos para registrar votantes en el condado de Simpson, y en 1967 él se implicó en la lucha contra la segregación racial en las escuelas, cuando inscribió a su hijo Spencer en la secundaria de Mendenhall previamente sólo para blancos.
En el otoño de 1969, Perkins se convirtió en el líder en un boicot económico de tiendas blancas en Mendenhall. El 7 de febrero de 1970, después de la detención de los estudiantes que habían participado en una marcha de protesta en Mendenhall, Perkins fue arrestado y torturado por policías blancos en la cárcel de Brandon,
Tras esta terrible experiencia, se comprometió con la visión de un ministerio holístico - uno que vio el racismo esclavitud infligido a los blancos, así como el daño y la privación de la comunidad negra. Él resumió su filosofía del ministerio cristiano en las "tres erres" - reubicación, redistribución y reconciliación. Expuso sobre esta filosofía en su libro de 1976, Una Revolución Tranquila: La respuesta cristiana a la necesidad humana, una estrategia para hoy.
A mediados de los años setenta, los ministerios de Voz del Calvario en Jackson y Mendenhall operaban tiendas de segunda mano, clínicas de salud, una cooperativa de vivienda y cursos de Biblia y Teología. Perkins frecuentemente fue un orador en iglesias evangélicas, colegios y convenciones en todo el país.
En 1982, los Perkins dejaron los ministerios de la Voz del Calvario en Misisipi, para regresar a California, donde fundaron el Harambee Christian Family Center, ahora llamado Harambee Ministries, en Pasadena.
En 1989, Perkins fundó la Christian Community Development Association, una red de congregaciones evangélicas y organizaciones que trabajan en entornos urbanos desfavorecidos.
Después de la muerte de su hijo Spencer en 1998, Perkins regresó a Misisipi, compró la propiedad propiedad de su hijo y asumió su comunidad de Antioch. Estableció el Spencer Perkins Center, brazo juvenil de la Fundación John M. Perkins. Ha desarrollado programas para jóvenes tales como Tutoría después de clases, Campamento de Arte de Verano, Programa de Pasantías para Jóvenes y Colegios, Good News Bible Club, Young Life y Jubilee Youth Garden. La fundación también tiene una sección de vivienda, Zechariah 8, que ofrece viviendas asequibles para las familias de ingresos bajos a moderados, con énfasis en madres solteras. Ha sido miembro de las Juntas Directivas de Visión Mundial y Prison Fellowship.